# 春田SOCOM II型半自動步槍
春田SOCOM II型（英語：Springfield Armory SOCOM II；SOCOM，意為：特種部隊司令部）是一款由美国槍械製造商春田公司在2005年設計、生產和推出的半自動步枪，是春田M1A半自動步槍的特種作戰改進型版本，亦是SOCOM 16型的姊妹型號。可發射比賽等級的.308 Winchester或7.62×51毫米北約口徑制式步槍子彈。

## 簡介
SOCOM II型在2005年開始生產，並且補充在一年前2004年時就已經生產及剛剛推出的SOCOM 16型的空缺。這個版本的特色就是同時設在該槍槍管的頂部、底部和左右兩側的MIL-STD-1913集成型戰術導軌座系統（英語：Cluster Rail System），以及設計得更粗糙的外表的槍托。

## 特點
由於裝上了集成型戰術導軌座系統，因此該槍的重量由SOCOM 16型的4.04公斤（8.9磅）增加至SOCOM II型的4.76公斤（10.5磅）。由於導軌的重量沿著武器的前端來增加，它的槍口變得比起SOCOM 16型更沉重；亦因為該槍的重心問題，因此一些使用者較為難以迅速地對多個目標瞄準並且射擊。這些增加的戰術導軌可以裝上多個戰術配件，包括光学瞄准镜、夜視鏡、前握把、戰術燈、雷射瞄準器和兩腳架等的設備。除了在機匣頂部裝上光學瞄準鏡外，該槍還裝上了M1加兰德步枪樣式的機械瞄具，而且內置了氚光夜間用瞄準點，以便在低光度或是昏暗這些的光線條件下仍能夠瞄準並且射擊。該步槍可以使用5、10或20發雙排可拆式彈匣，但亦可以接受使用任何M14的彈匣，甚至100發C-Mag彈鼓。

## 圖集

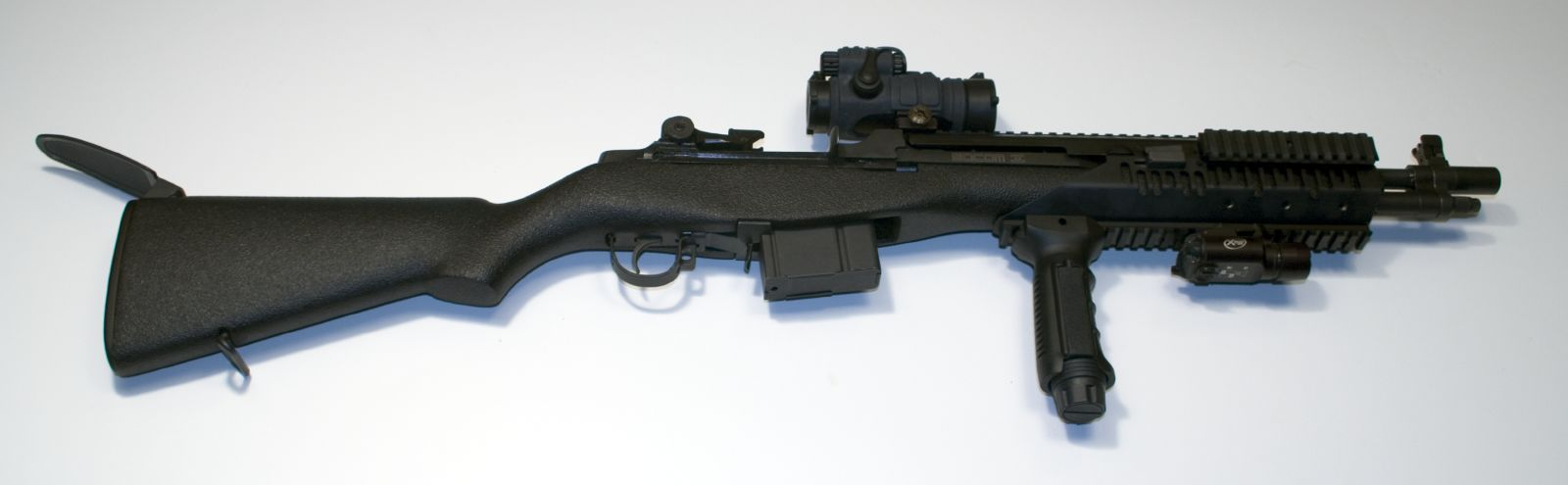
展開了支肩板的SOCOM II型半自動步槍
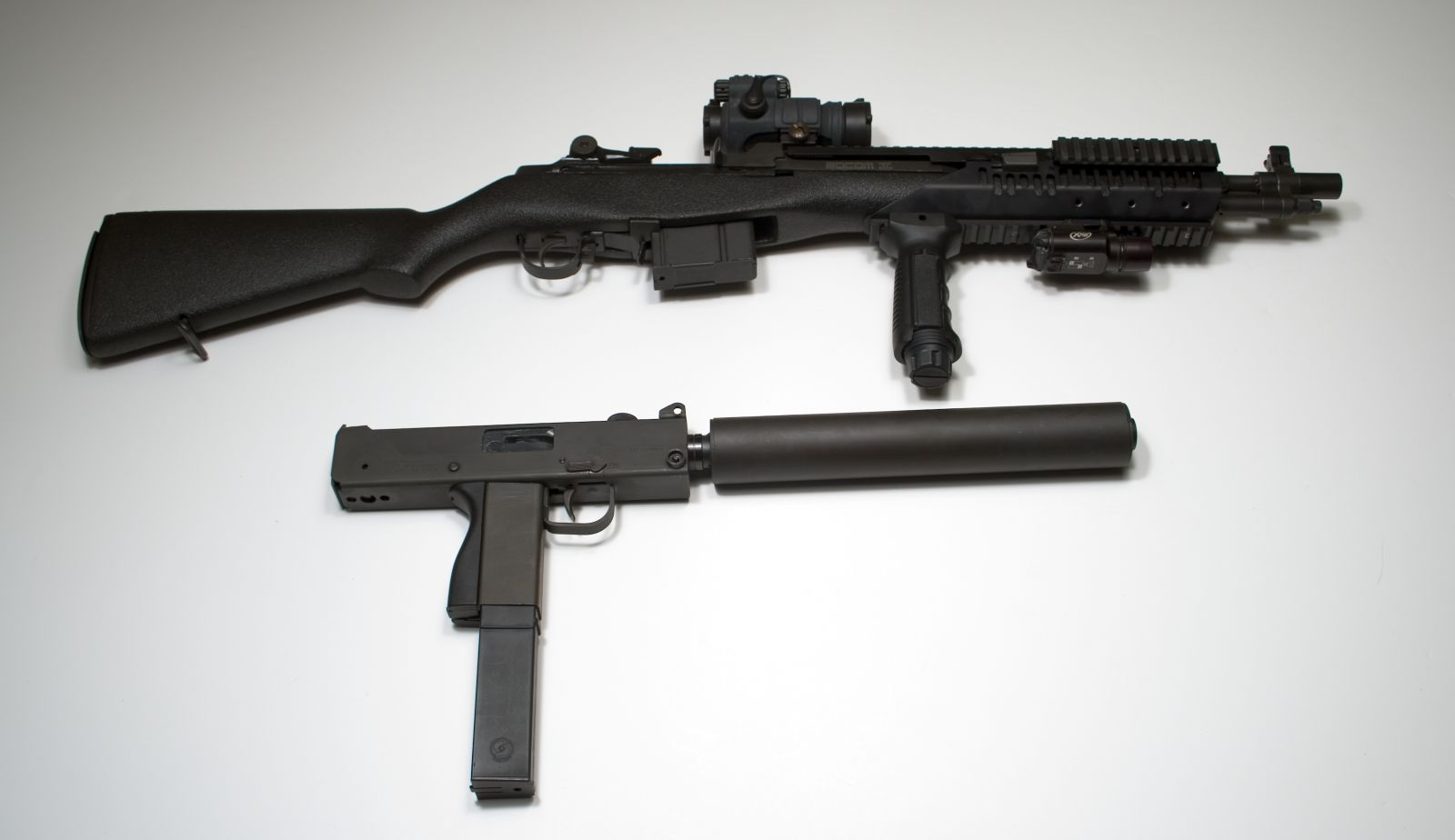
SOCOM II型半自動步槍和MAC-11冲锋枪（連消聲器）
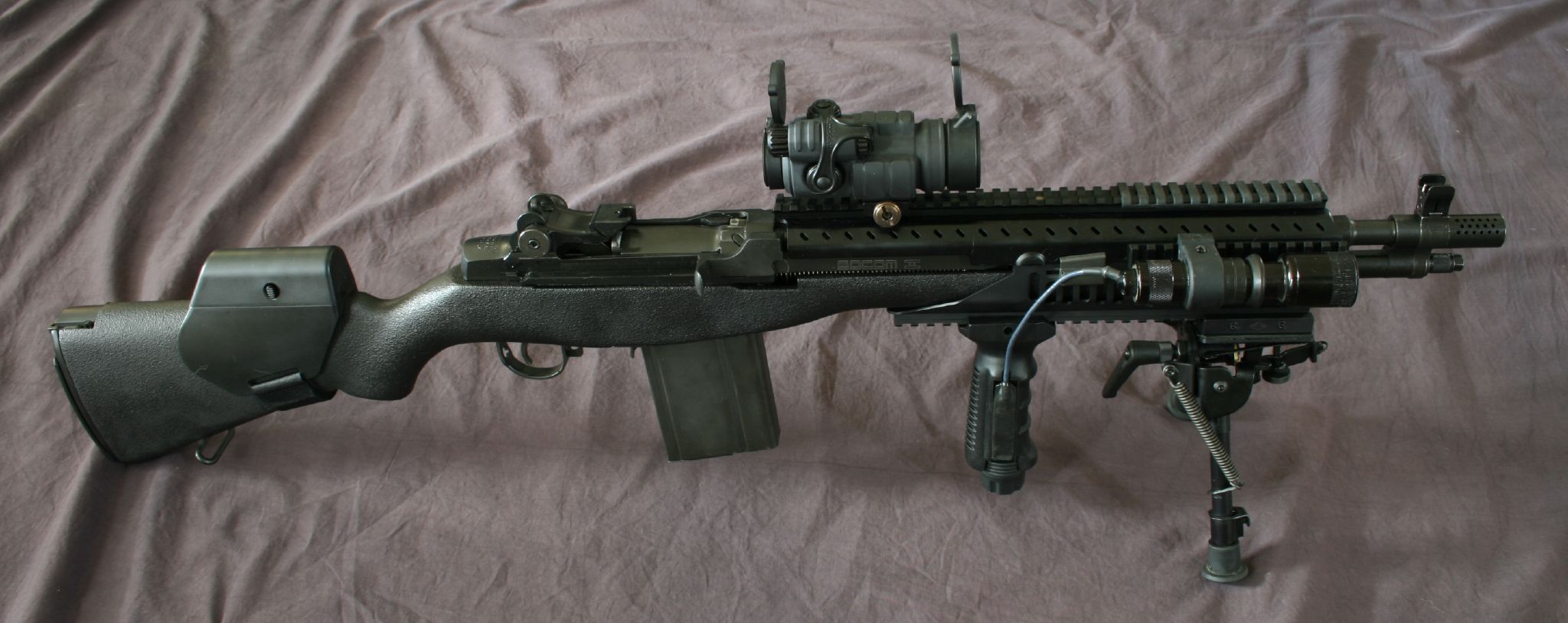
裝上Aimpoint Comp M3紅點瞄準鏡、垂直前握把、SureFire戰術燈、哈里斯兩腳架以及托腮板的春田兵工廠 SOCOM II型半自动步枪

## 資料來源
1. ↑  M14 VS M1 Garand

- 美國春田公司（英语：Springfield Armory, Inc.）（2011年目錄）

## 外部連結
- （英文）—Official SOCOM II rifles page—
  - M1A SOCOM II （页面存档备份，存于）
  - M1A SOCOM II With Extended Top Rail （页面存档备份，存于）
- （英文）—Springfield SOCOM II 7.62×51mm （页面存档备份，存于）
- （英文）—Pro Guns.com—Springfield Armory SOCOM II Rifles for Sale
- （英文）—Rifle Shooter.com—Springfield Armory SOCOM II （页面存档备份，存于）
- （英文）—Tactical-Life.com—
  - SPRINGFIELD ARMORY SOCOM II .308 （页面存档备份，存于）
  - Sneak Peek: SOCOM II (video) （页面存档备份，存于）
  - Top 20 Next-Gen Combat Rifles （页面存档备份，存于）
- （英文）—American Rifleman—
  - Gun of the Week: Springfield M1A SOCOM II （页面存档备份，存于）
  - Springfield Armory M1A SOCOM II （页面存档备份，存于）
- （简体中文）—槍炮世界—M14型步枪—春田M1A （页面存档备份，存于）